# Dani Schahin
Dani Schahin (Donetsk, Ucrania, 9 de julio de 1989) es un exfutbolista ucraniano nacionalizado alemán. Jugaba de delantero y su último equipo fue el Extremadura UD de España.

## Biografía
Su hermano Marcel Schahin también es futbolista.
En diciembre de 2019 confirmó que en julio de ese mismo año había puesto punto final a su trayectoria como futbolista.

## Selección nacional
Ha sido internacional con Alemania en categorías sub-19 y sub-20.

## Clubes
| Club                   | País         | Año       |
| ---------------------- | ------------ | --------- |
| Hamburgo SV II         | Alemania     | 2007-2009 |
| Greuther Fürth         | Alemania     | 2009-2012 |
| Dinamo Dresde (cedido) | Alemania     | 2011      |
| Fortuna Düsseldorf     | Alemania     | 2012-2013 |
| 1. FSV Maguncia 05     | Alemania     | 2013-2016 |
| SC Friburgo (cedido)   | Alemania     | 2014-2015 |
| FSV Frankfurt (cedido) | Alemania     | 2015-2016 |
| Roda JC                | Países Bajos | 2016-2018 |
| Pyramids FC            | Egipto       | 2018      |
| Extremadura UD         | España       | 2019      |